# Graphoderus austriacus
Graphoderus austriacus là một loài bọ cánh cứng thuộc họ Dytiscidae. Nó được tìm thấy ở Áo, Belarus, Bỉ, Bosna và Hercegovina, Bulgaria, Croatia, Cộng hòa Séc, lục địa Đan Mạch, lục địa Pháp, Đức, Hungary, Ý, Kaliningrad, Latvia, Moldova, Ba Lan, Nga (trung, đông và nam), Slovakia, Slovenia, Thụy Điển, Thụy Sĩ, Ukraina và Nam Tư.

## Hình ảnh

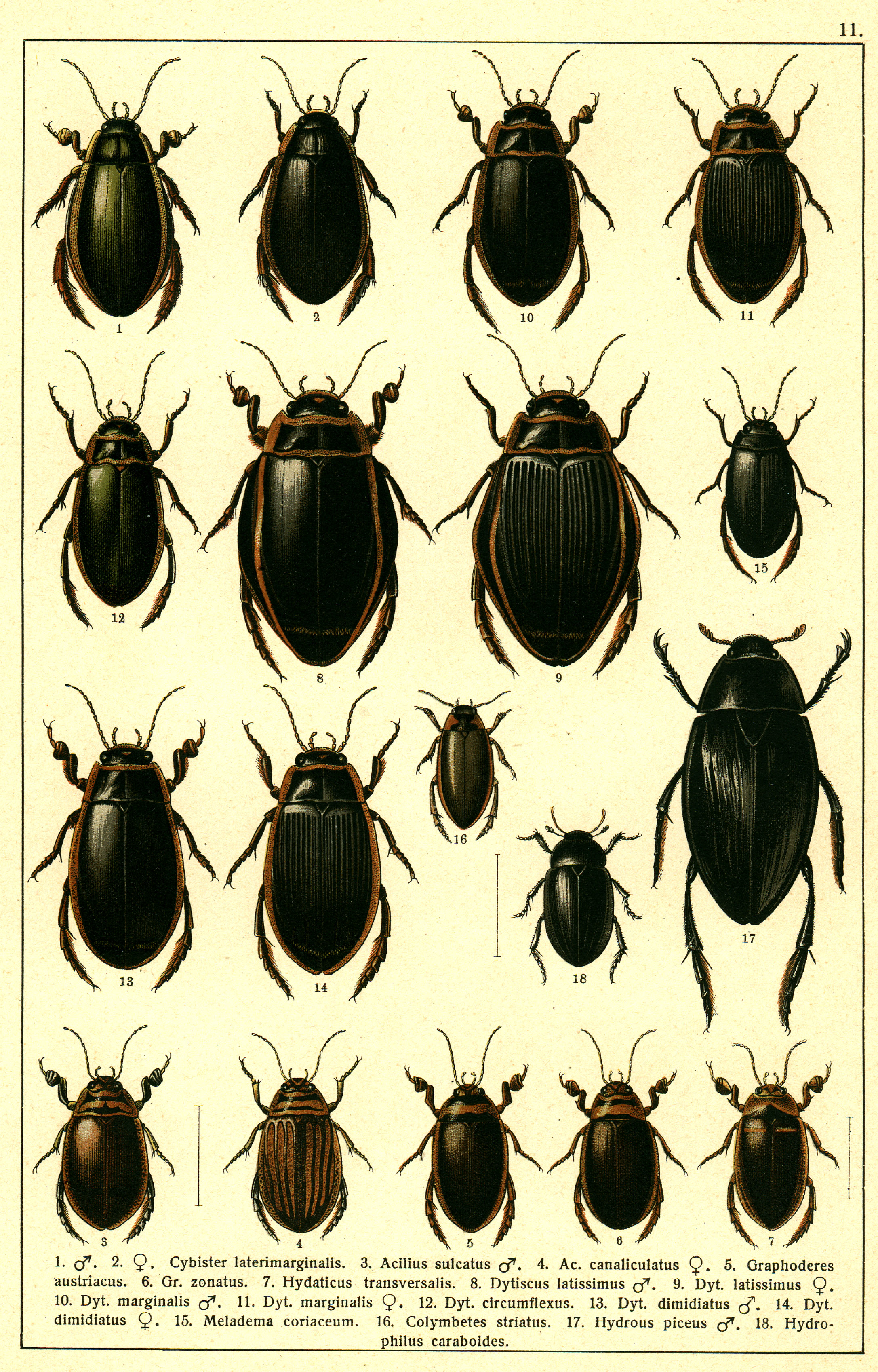